# Выхолью
Выхолью (устар. Выхоль-Ю) — река в Берёзовском районе Ханты-Мансийского автономного округа. Устье реки находится в 10 км по левому берегу реки Неркаю. Длина реки составляет 34 км.

## Данные водного реестра
По данным государственного водного реестра России относится к Нижнеобскому бассейновому округу, водохозяйственный участок реки — Северная Сосьва, речной подбассейн реки — Северная Сосьва. Речной бассейн реки — (Нижняя) Обь от впадения Иртыша.
Код водного объекта в государственном водном реестре — 15020200112115300025984.